# James Arthur (cantor)
James Andrew Arthur (Middlesbrough, 2 de março de 1988) é um cantor, musico e compositor britânico.

## Biografia
James nasceu em Middlesbrough no Reino Unido é filho de Shirley Ashworth, e do pai escocês, Neil Arthur. Neil foi um motorista e fazia entregas, mas também foi um DJ e baterista por vários anos. Neil e Shirley separaram-se quando James tinha apenas um ano. Os pais de James não se falavam há mais de vinte anos, mas tiveram que concordar em participar juntos na audição do filho em uma reunião de família para apoiar James.
Arthur foi o primeiro da escola primária Ings Farm em Redcar, North Yorkshire. Quando ele tinha nove anos se mudou com sua mãe Shirley e seu padrasto Ronald Rafferty para Bahrain, onde ele estudou na Escola Britânica por quatro anos. Quando eles se separaram, James, então com 14 anos, retornou para o Reino Unido com sua mãe Shirley e suas três irmãs Sian, Jasmin e Neve para viver na Coast Road em Redcar. Após seu retorno, ele continuou seus estudos na Escola Ryehills em Redcar.
Arthur tem uma irmã mais velha, Sian Arthur, três irmãs mais novas, Jasmin Rafferty, Neve Rafferty e Charlotte, e um irmão mais velho, Neil Arthur. Arthur Maluno.

## Carreira

### Primeiros anos
James Arthur escreve e grava canções desde os 15 anos como artista a solo e em algumas bandas, incluindo:
- Moonlight Drive:[11] Uma banda de rock composta por um quinteto baseado em Cleveland com Arthur no vocal. A banda foi ativa entre 2005 e 2008. Tinha gravações como "Said You'd Be There", "Hole in My Heart" e "Tear Me Apart".

- Cue the Drama:[12] Uma banda de rock alternativo, baseado em Marske-by-the-Sea e ativa entre 2005 e 2008. As gravações inclui "On the Radio 98KUPD", "It's Killing Me", "I Reach You" e "It Hurts".

- Save Arcade:[13] Uma banda de rock alternativo formada por Arthur (vocais, guitarra), Josh Brown (teclados e vocal), Matthew Green (guitarra), Alex Beer (baixo, vocais), Travis Shaw (guitarra, percussão, vocal) e Karl Dowson (bateria). Em 2009, a banda lançou um EP com três faixas chamadas "The Truth", "Echoes" e "I Un-Proudly Present". Em junho de 2010, a banda lançou um EP com cinco faixas "Tonight We Dine in Hades",  incluindo "Superhero", "You Always Want a Fight", "Juliet Is Not Dead" e "She Aims to Please".

- Emerald Skye::[14]  Uma banda de pop/rock constituída em março de 2011, com base em Redcar / Saltburn-by-the-Sea e composta por Arthur (guitarra e vocal), Dean Harrison (piano, violino), Paul Gill (baixo) e Salvar Arcade colega de banda Green (bateria).

James também postou muitas de suas músicas no SoundCloud e YouTube, bem como um álbum intitulado Sins by the Sea. Em 2011, ele fez o teste para o The Voice UK, mas não passou.
No início de 2012, ele gravou canções e lançou dois CD´s como James Arthur Band. A banda foi composta por Arthur (vocal e guitarra), Jez Taylor (guitarra), Chris Smalls (teclados), Jordânia Swain (bateria) e Rich Doney (baixo). Em 2012, a banda lançou o The EP Collection CD com nove faixas com R&B, soul e influências de hip hop, uma compilação de faixas dos dois CD’s. Arthur também lançou um EP chamado Hold On sob o nome de ‘The James Arthur Project’ em agosto de 2012, em colaboração com John McGough. As faixas foram escritas e arranjadas por McGough, e mixado por Matt Wanstall com todos os vocais feitos por James.

### 2012: The X Factor
James Arthur fez o teste para o The X Factor (Reino Unido) em Newcastle. Ele executou uma versão acústica de "Young" da jurada Tulisa Contostavlos, antes de explicar o seu passado, incluindo um curto período de descanso em orfanato e tempo gasto em apartamentos e flats depois de romper relação com sua família. Ele também revelou que seu pai e sua mãe não se falavam há mais de 20 anos, e isso era um tipo de reunião para eles, participar de sua audição. Ele cantou "A Million Love Songs" no bootcamp e foi escolhido como um dos seis concorrentes na categoria "Boys" para avançar para a casa dos jurados. Deste ponto em diante, Arthur foi orientado por Nicole Scherzinger. Depois do seu desempenho na casa dos jurados com "I Can't Make You Love Me", James foi escolhido como um dos 12 concorrentes para avançar para os shows ao vivo, e um dos três na categoria "Boys".
Depois de sua segunda performance ao vivo, Arthur sofreu um ataque de ansiedade nos bastidores. Apesar de ter sido tratado no estúdio, paramédicos determinaram que ele não precisaria ir ao hospital, e ele foi levado de volta para o hotel para descansar. Depois de sua performance de LMFAO "Sexy and I Know It" no terceiro show ao vivo em 20 de outubro, Arthur foi acusado de plágio. Sua interpretação foi muito semelhante à versão de only1Noah postada no Youtube no dia 9 de Maio de 2012 e ganhou mais de 17 milhões de visitas a partir dele. Na sétima semana, após a realização de "Can't Take My Eyes Off You", Arthur teve que mostrar seu potencial e cantou "Fallin" para tentar sobreviver no programa após ter sido um dos menos votados ao lado de Ella Henderson, com os jurados empatados o voto popular decidiu que James Arthur continuaria no programa .
Arthur ganhou a nona edição do The X Factor (Reino Unido) em 09 de dezembro de 2012, com 53,7% dos votos finais, contra Jahméne Douglas, que recebeu 38,9%.

### Após o The X Factor
Depois da sua vitória, a canção cover de James, "Impossible", foi lançado como single vencedor e a arrecadação das vendas foram para o Together for Short Lives.  Tornou-se o single mais vendido de um vencedor do The X Factor, chegando a 255 mil downloads dentro de 48 horas e mais de 490 mil até o final da semana. O single entrou no topo da UK Singles Chart em sua primeira semana de lançamento. Depois de 11 dias, foi o sétimo single mais vendido de estreia de qualquer competidor do The X Factor, com vendas de 622 mil em sua segunda semana o single caiu para número dois, mas recuperou o primeiro lugar em sua terceira semana, e ficou no topo por mais uma semana. Depois de três semanas, foi o quinto single mais vendido de 2012, com 897 mil cópias vendidas. Após quatro semanas tinha vendido 971 mil cópias. Em 11 de janeiro de 2013, o single vendeu mais de 1 milhão de cópias. A canção também chegou ao número um na Irlanda, dois na Austrália, Nova Zelândia e Suíça, e oito na Eslováquia.
Em 7 de agosto de 2013, Arthur anunciou via Twitter que seu próximo single se chamaria "You're Nobody 'til Somebody Loves You". O single foi lançado nas estações de rádios do Reino Unido em 9 de setembro de 2013. A canção está prevista para lançamento mundial em 20 de outubro de 2013. O primeiro álbum de James terá o seu nome "James Arthur" e está previsto para ser lançado em 4 de novembro de 2013. As faixas e a capa do álbum foram divulgadas pelo próprio cantor em 02 de Outubro de 2013.

## Discografia

### Álbum
| Ano  | Detalhes do Álbum                                                                    | Singles                                                                  |
| ---- | ------------------------------------------------------------------------------------ | ------------------------------------------------------------------------ |
| 2013 | James Arthur (álbum) - Lançamento: Previsto 04 de Novembro - Gravadora(s): Syco      | 1. "Impossible" 2. "You're Nobody 'til Somebody Loves You" 3. "Recovery" |
| 2016 | Back From The Edge - Lançamento : 28 de Outubro - Gravadora(s): COLUMBIA             | 1. Say You Won't Let Go 2. Sermon 3. Safe Inside                         |
| 2019 | You - Lançamento: 18 de Outubro - Gravadora(s): COLUMBIA                             | 1. "Naked" 2. "Empty Space" 3. "You"                                     |
| 2021 | It'll All Make Sense In The End - Lançamento: 5 de Novembro - Gravadora(s): COLUMBIA | 1. Medicine 2. September 3. Emily 4. SOS 5. Deja Vu                      |